# Tenangan
Tenangan is een bestuurslaag in het regentschap Seluma van de provincie Bengkulu, Indonesië. Tenangan telt 1074 inwoners (volkstelling 2010).